# Nondeterministisk Turingmaskine
En nondeterministisk Turingmaskine er en variant af en standard Turingmaskine. Overføringsfunktionen er defineret anderledes, så der tages højde for, at en given tilstand giver flere mulige nye tilstande.
| Programmering | Spire Denne artikel om datalogi eller et datalogi-relateret emne er en spire som bør udbygges. Du er velkommen til at hjælpe Wikipedia ved at udvide den. |